# پاریس (تگزاس)
پاریس (به انگلیسی: Paris) شهری در ایالت تگزاس از ایالات جنوبی ایالات متحده آمریکا است. در سرشماری سال ۲۰۰۰، جمعیت پاریس ۲۵،۸۹۸ نفر اعلام شد.

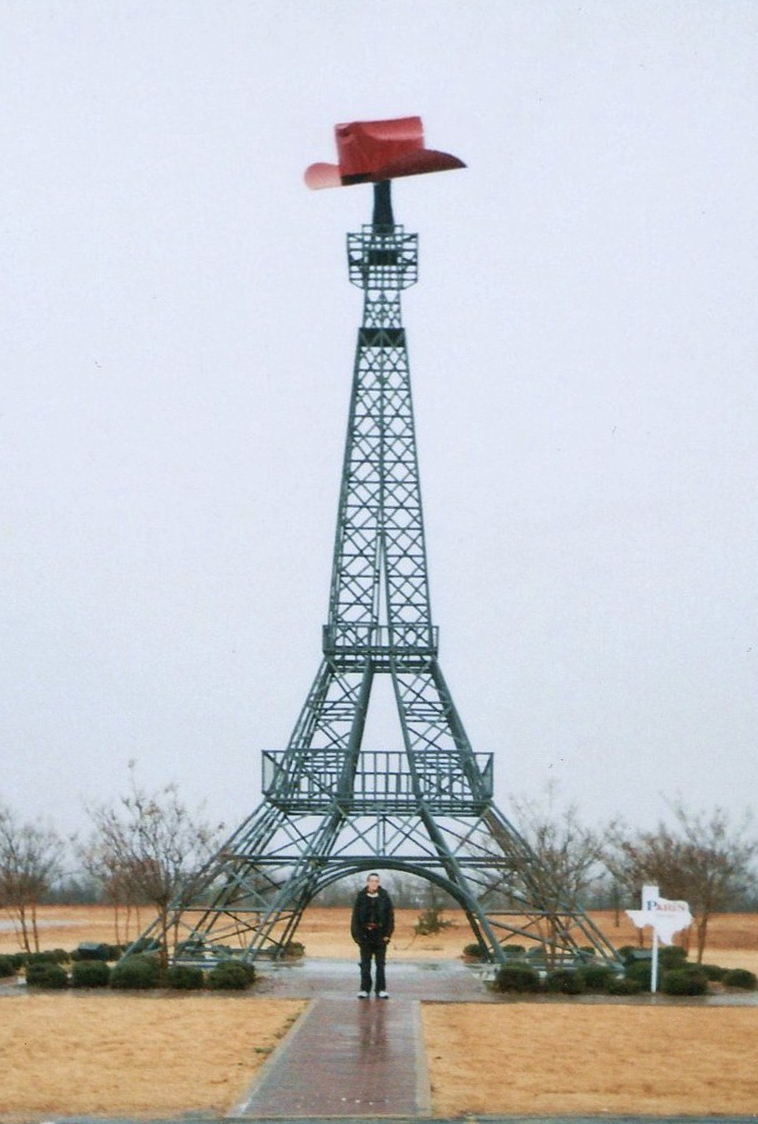
برج ایفل پاریس (تگزاس) ۷۰ فوت طول دارد. یک کلاه قرمز رنگ کابوی بر نوک آن دیده میشود.

## تاریخ
این شهر به وسیلهٔ تاجر وقت، جرج رایت، در سال ۱۸۴۴ تأسیس شد. او ۲۰۰،۰۰۰ متر مربع از زمین خود را به این شهر هدیه کرد. کنگره جمهوری تگزاس این شهر را در سال ۱۸۴۵ به ثبت رسانید.
در سال ۱۹۱۶، یک آتش سوزی مهیب تقریباً نصف پاریس را سوزاند. خسارات این آتش سوزی $۱۱ میلیون برآورد شد.

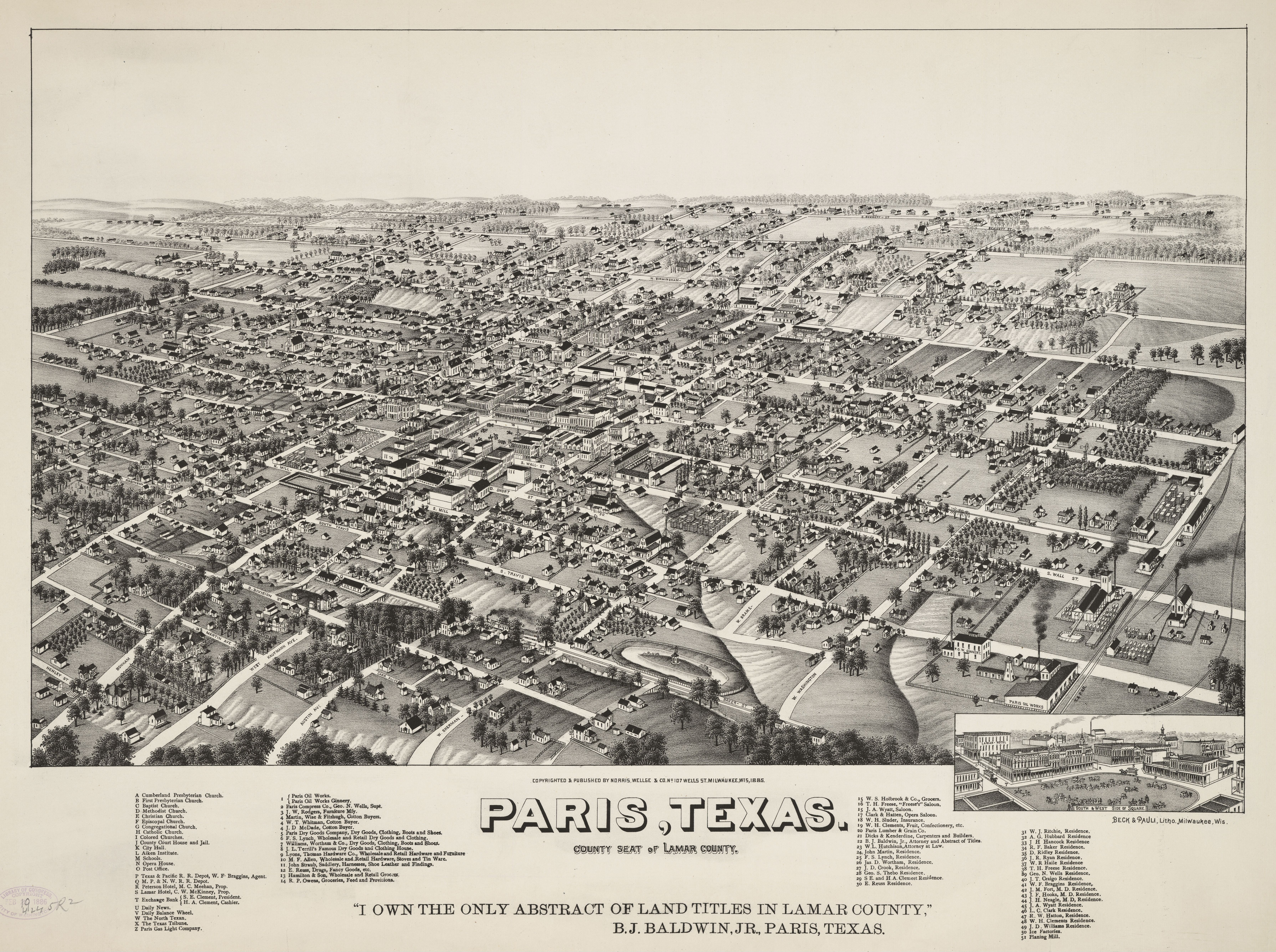
نقشه پاریس در سال ۱۸۸۵